# Кровь и честь
Кровь и честь (нем. Blut und Ehre) — девиз и форма приветствия национал-социалистической детской организации гитлерюгенд с 1926 по 1945 год.
Использование лозунга «Кровь и честь» в современной Германии запрещено параграфом 86а уголовного кодекса Германии. После решения верховного суда Германии, с 2009 года использование англоязычного варианта «Blood and Honour» не наказуемо.
Кровь и честь являются центральными понятиями национал-социалистической идеологии: немецкая кровь и честь ценились как наивысшие понятия, достойные защиты. Развитие началось уже во времена Веймарской республики. Как девиз гитлерюгенда использовался почти всеми немцами; фраза «Кровь и честь» была названием сборника песен, отчеканена на пряжках ремней гитлерюгенда. Также девиз был выгравирован на ножах, являющихся важной частью формы организации.
Альфред Розенберг в своём сборнике статей, ставшем важнейшим трудом нацистской идеологии, ставил это понятие центральным в «Законе о защите немецкой крови и немецкой чести» 1935 года.
Организация «Blood and Honour» (английский перевод лозунга) является интернациональной промоутерской сетью неонацистских музыкальных групп.
Выражение «Blut und Ehre» также использовалась участниками неонацистской партии Хриси Авги в Греции.
Во время русско-украинской войны слоган «Кровь, честь, родина, отвага» используется ЧВК «Вагнер», воюющей на стороне России.